# Zonitoides
Zonitoides is een geslacht van weekdieren uit de  familie van de Gastrodontidae.

## Soorten
- Zonitoides apertus Pilsbry & Hirase, 1904
- Zonitoides arboreus (Say, 1816) = Amerikaanse glimslak
- Zonitoides elliotti (Redfield, 1858)
- Zonitoides excavatus (Alder, 1830) = Grofgestreepte glimslak
- Zonitoides glomerulus (E. von Martens, 1892)
- Zonitoides hoffmanni (E. von Martens, 1892)
- Zonitoides jaccetanicus (Bourguignat, 1870)
- Zonitoides kirbyi R.W. Fullington, 1974
- Zonitoides lateumbilicatus (Pilsbry, 1895)
- Zonitoides limatulus (A. Binney, 1840)
- Zonitoides multivolvis Pilsbry, 1926
- Zonitoides nitidopsis (Morelet, 1851)
- Zonitoides nitidus (O. F. Müller, 1774) = Donkere glimslak
- Zonitoides notabilis (Sykes, 1897)
- Zonitoides ostauri Pilsbry, 1926
- Zonitoides patuloides (Pilsbry, 1895)
- Zonitoides tehuantepecensis (Crosse & P. Fischer, 1870)